# متلازمة الصدر الخشبي
متلازمة الصدر الخشبي هي تصلب في الصدر بعد تناول جرعات عالية من المواد الأفيونية أثناء التخدير.
تصف متلازمة الصدر الخشبي صلابة العضلات الملحوظة - خاصة تلك التي تشمل عضلات الصدر والبطن - وهو تأثير ضار عرضي يرتبط بالإعطاء الوريدي للمواد الأفيونية الاصطناعية المحبة للدهون مثل الفنتانيل. يمكن أن يجعل التهوية صعبة، ويبدو أنه يتم عكسه بواسطة النالوكسون. قد يحدث نقص الأكسجة وارتفاع ضغط الدم وارتفاع ضغط الدم الرئوي والحماض التنفسي وزيادة الضغط داخل الجمجمة.
افترضت إحدى الدراسات الحديثة أن تصلب جدار الصدر قد يكون مسؤولاً جزئيًا على الأقل عن بعض الوفيات المرتبطة بالحقن الوريدي للفنتانيل، والذي يظهر بشكل متزايد في عينات الهيروين.